# British Aerospace BAe 146

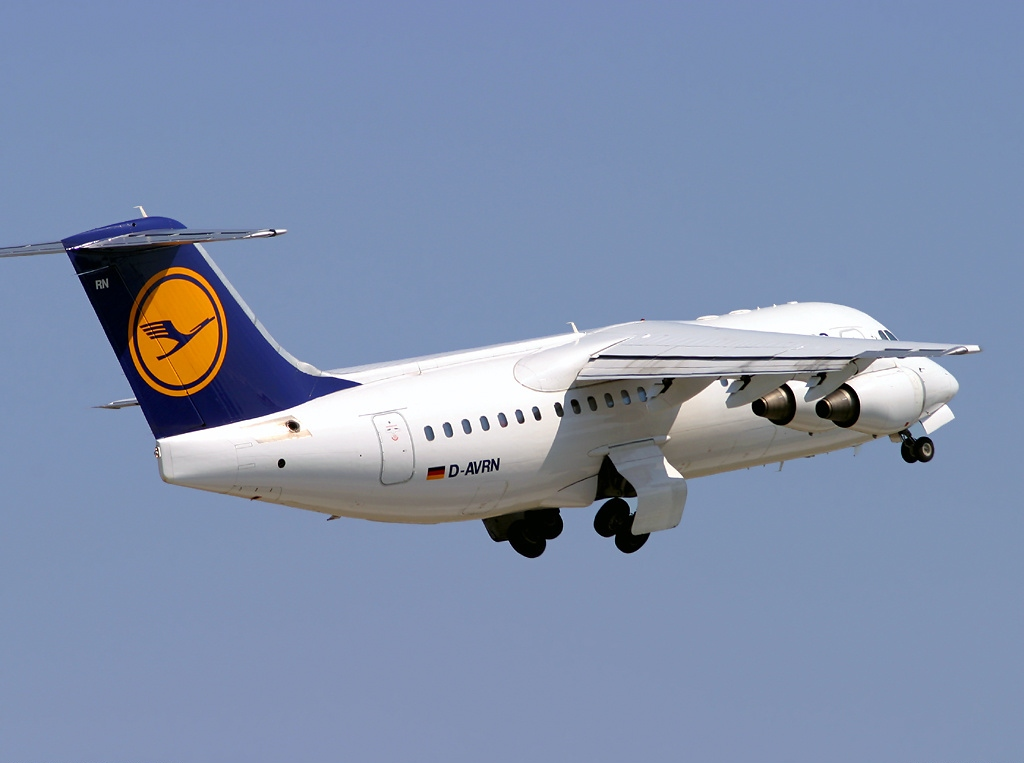
Lufthansa CityLine Avro 146-RJ85, 2003

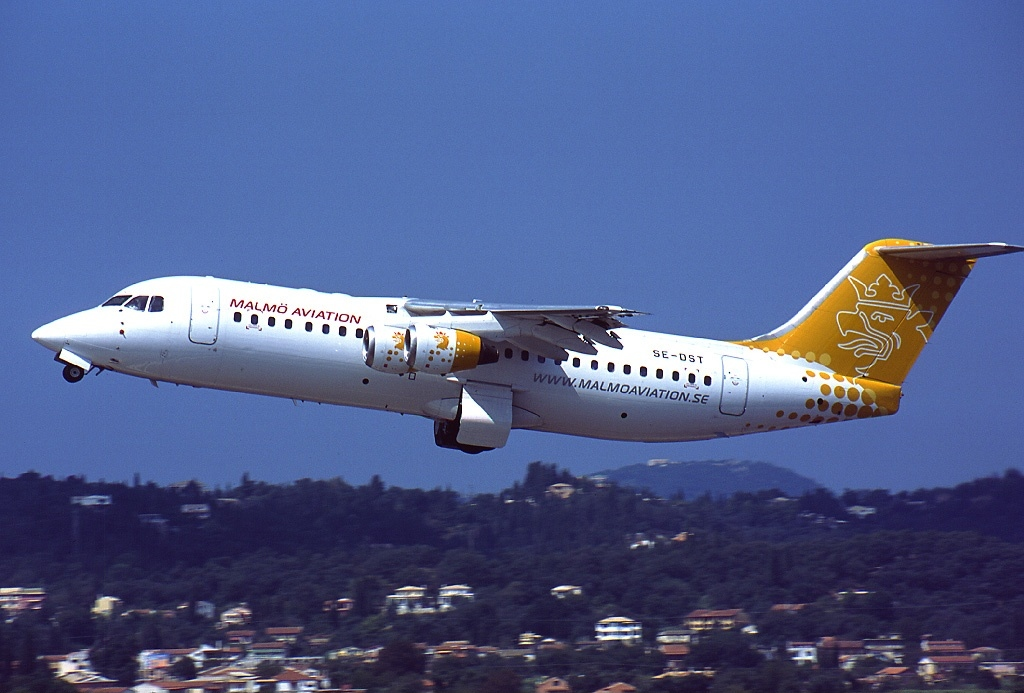
Malmö Aviation Avro 146-RJ100, 2002

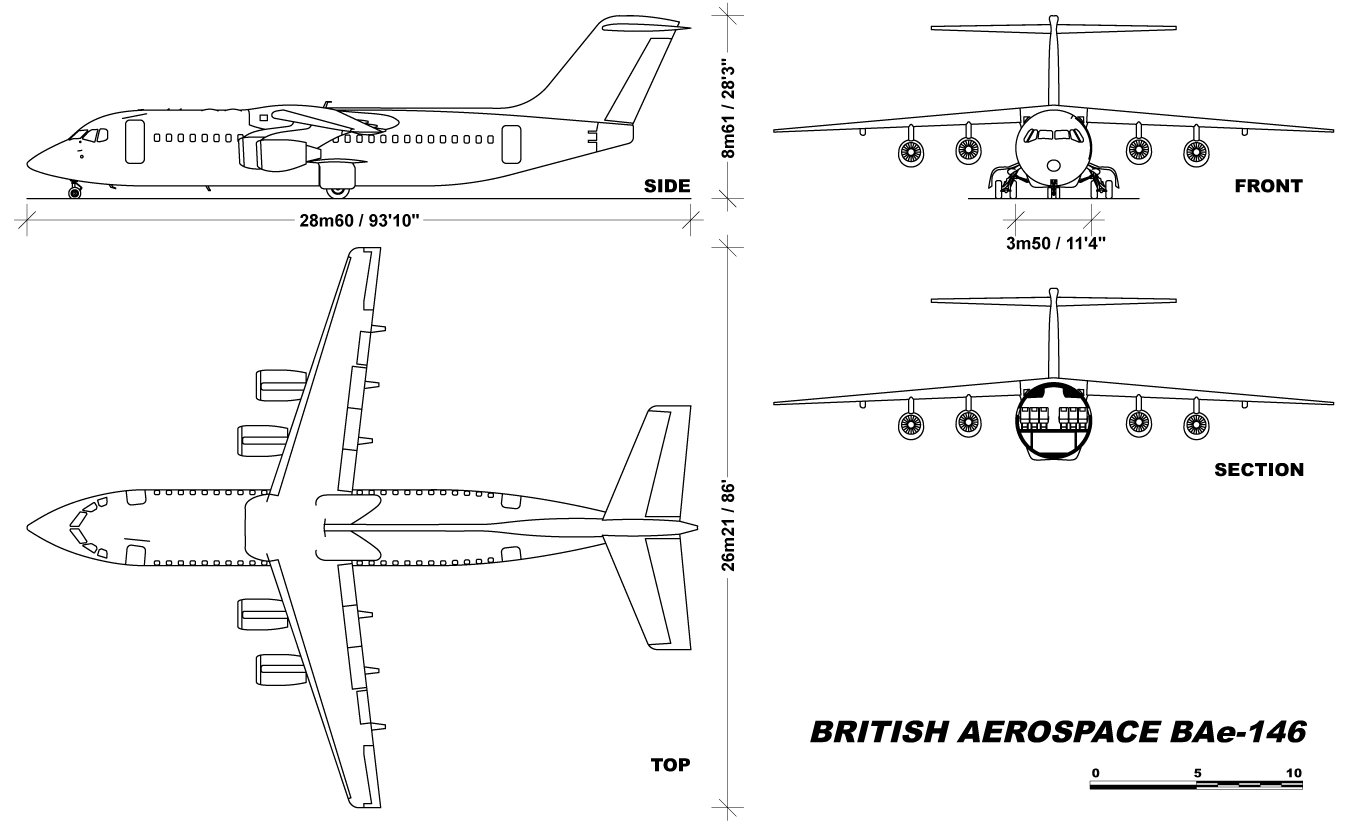
Ritning av BAe 146.

BAe 146 också känt som Avro RJ är ett modernt medelstort trafikflygplan, som tillverkades av British Aerospace från 1981 till 2001. Den tar 70-100 passagerare, och drivs av fyra jetmotorer av dubbelströmstyp. Den första prototypen flög 1981, samma år började British Aerospace producera plan åt köpare. 221 exemplar rullades ut mellan 1982 och 1991 av British Aerospace. När Avro International Aerospace tog över produktionen år 1993 tillverkade de ytterligare 173 flygplan fram tills att produktionen lades ner. Sammanlagt tillverkades 394 modeller.

## Varianter
- BAe 146-100 = Avro RJ70 – 26,20 meter lång

Drivs av fyra 29.8kN Textron Lycoming ALF502R-5 turbofanmotorer.
- BAe 146-200 = Avro RJ85 – 28,60 meter lång

Drivs av fyra Honeywell ALF 502R-3 (31kN) turbofanmotorer.
- BAe 146-300 = Avro RJ100 – 30,99 meter lång

Drivs av fyra Honeywell ALF 502R-5 (31kN) turbofanmotorer.
Alla modeller har en räckvidd på 1 800 nautiska mil. 100-modellen har maxvikten 38 102 kilogram. 200-modellen 42 184 kg. 300-modellen har de starkaste motorerna och har således även en högre viktgräns, 44 225 kilogram.
Skillnaden mellan BAe 146 och RJ-modellen är att tekniken har utvecklats ett steg på RJ-planen. Cockpit i en BAe 146 består av analoga instrument medan man i RJ:n har digitala instrument i form av EFIS (Electronic Flight Instrument System) och PED (Primary Engine Display). Dessutom sitter det olika motorer monterade. På BAe 146 sitter det LF-502 och på RJ sitter det LF-507. Huvudskillnaden mellan dessa är att 507:an styrs av en FADEC (Fully Authorized Digital Engine Control) medan 502:an är mer mekanisk. För det otränade ögat är det svårt att se skillnad mellan modellerna.
Begagnade passagerarflygplan har konverterats till fraktflyg, brandbekämpningsflyg samt privata modeller.